# Lusachbjur (Szirak)
Lusachbjur – wieś w Armenii, w prowincji Szirak. W 2011 roku liczyła 536 mieszkańców.